# Eleccions municipals de 2023 a Valls
Les eleccions municipals de 2023 a Valls van ser unes eleccions locals que es van celebrar el diumenge 28 de maig de 2023 a la ciutat de Valls, com a part de les eleccions municipals espanyoles, per a elegir els 21 regidors de l'Ajuntament de Valls. El sistema electoral fa servir la regla D'Hondt amb representació proporcional, llistes tancades i una barrera electoral del 5% dels vots.

## Sistema electoral
Les eleccions als ajuntaments a l'Estat espanyol estan fixades per celebrar-se el quart diumenge de maig cada quatre anys.
La votació per a l'assemblea local es basa en el sufragi universal, que comprèn tots els nacionals més grans de divuit anys, empadronats i residents al municipi de Valls i en ple ús dels seus drets polítics, així com els ciutadans europeus residents no nacionals i a aquells el país d'origen dels quals permeti als ciutadans espanyols votar a les seves pròpies eleccions en virtut d'un tractat. Els 21 regidors es trien mitjançant el mètode D'Hondt i una llista tancada de representació proporcional, i s'aplica a cada ajuntament una barrera electoral del cinc per cent dels vots vàlids, que inclou els vots en blanc.

## Candidatures
El 26 d'abril del 2023, la Junta Electoral de Zona de Valls va publicar les vuit candidatures oficials per Valls en el Butlletí Oficial de la Província de Tarragona (BOPT):
| Partit polític | Partit polític                                                                          | Cap de llista               | Llista de candidats |
| -------------- | --------------------------------------------------------------------------------------- | --------------------------- | --- |
|                | Junts per Valls                                                                         | Dolors Farré Cuadras        | Llista 1. Dolors Farre Cuadras 2. Sonia Roca Domingo 3. Andreu Gasso Roca 4. Joan Ibarra Rodriguez 5. Laia Castells Aritzeta 6. Rosa Maria Rovira Vendrell 7. Marti Barbera Montserrat 8. Enric Garcia Carmona 9. Rocio Martinez Canete 10. Manel Odina Roig 11. Pep Sanchez Gonzalez 12. Beatriz Roldan Nguema 13. Marc Rosello Piñera 14. Maite Alberton Roig 15. Montse Brusco Paris 16. Lisard Bellod Roch 17. M. Neus Pluvinet Sola 18. Manel Cazorla Gomez 19. Merce Avella Guasch 20. Joan Mira Moreno 21. Ramon Giro Batalla Suplents: Marc Lopez Ventura, Angels Folch Fuster, Edgar Burch Aguaviva, Meritxell Torne Sole, Aida Sanchez Martinez |
|                | Esquerra Republicana de Catalunya- Compromís per Valls-Acord Municipal (ERC - CxV - AM) | Maria Teresa Rull Ferré     | Llista 1. Maria Teresa Rull Ferré 2. Joan Paris Fortuny 3. Debora Fernandez Gonzalez 4. Pau Tondo Bravo 5. Natalia Moncunill Sole 6. Francesc Blasco Cusido 7. Maria Candela Jove Ribe 8. Marc Moncunill Rovira 9. Judit Climent Masdeu 10. Nil Magrinya Roca 11. Maria Magdalena Jove Guasch 12. Joan Canela Coll 13. Heura Muste Segura 14. Joan Maria Viñas Molina 15. Marta Carreras Iglesias 16. Xavier Maria Vilalta Cochs 17. Emma Volpini Reyes 18. Francesc Miquel Migo 19. Margarita Mestres Velazquez 20. Oscar Peris Rodenas 21. Jordi Cartanya Benet Suplents: Lidia Garzon Escarre, Francesc Anguela Bonet, Marina Segarra Bonifas, Josep Maria Pallas Guasch, Raquel Maria Frances Perez, Jordi Secall Badia, Eva Maria Valle Rodriguez, Ramon Sendra Vidal, Leticia Vidal Gonzalez, Jordi Castells Guasch |
|                | Partit dels Socialistes de Catalunya-Candidatura de Progrés (PSC-CP)                    | Rosa Maria Ibarra i Ollé    | Llista 1. Rosa Maria Ibarra i Ollé 2. Juan Felipe Martinez Andres 3. Maria Jose Invernon Bove 4. Antonio Egea Rodriguez 5. Assumpcio Fernandez Moncusi 6. Isaac (Ike) Romera Garcia 7. Josefa Mendez Higuero 8. Joaquin Juan Perez Caparros 9. Maria Aurora Romeo Fernandez Ramos 10. Albert Soriano Royes 11. Lucia Orden Moro 12. Joaquin Antonio Murillo Delfa 13. Pilar Guzman Matuen 14. Jordi Pedros Ranera 15. Josefa Roig Fortuny 16. Arturo Rafael Cortell Gorba 17. Judith Gistau Vallverdu 18. Albert Pons Bonet 19. Aida Maria Perez Martinez 20. Antonio Smith Soriano 21. Demetrio Fernandez Lopez Suplents: Ana Moro Chacon |
|                | Candidatura d'Unitat Popular-Alternativa Municipalista (CUP-AMUNT)                      | Pere Vidal Domenech         | Llista 1. Pere Vidal Domenech 2. Mariona Montalá Sanahuja 3. Lurdes Quintero Gallego 4. Aida Garcia Secall 5. Roger Gonzalez Calvet 6. Jessica Beltran Casacuberta 7. Laura Perez Muñoz 8. Francesc Rafael Pares Mercade 9. Xenia Canela Reynals 10. Mario Gonzalez Diaz 11. Montserrat Aumatell Arnau 12. Juan Segura Moreno 13. Miriam Cullere Pie 14. Josep Marti Baiget 15. Lidia Montala Espinosa 16. Marta Linares Fuella 17. Maria Pinas Pares 18. Carles Gallart Olive 19. Olivia Ana Marti Janda 20. Jaume Ferre Rubio 21. Montserrat Capdevila Tondo Suplents: Ester Huguet Roselio, Francesc Xavier Angles Pujolas, Jordi Robert Caselles, Paloma Vicente Vives, Francesc Martinell Urgell, Gerard Nogues Balsells, Jordi Escoda Cusido, Antoni Ubeda Gaya, Sonia Vaquer Basora, Roser Rosello Amill           |
|                | Vox (VOX)                                                                               | Francisco Gonzalez Navarro  | Llista 1. Francisco Gonzalez Navarro 2. Maria Dolores Zamora Carmona 3. David Gracia Martinez 4. Ursula Panadero Dominguez 5. Joaquin Pacheco Dominguez 6. Albert Perez Casanovas 7. Andres Teobaldo Salazar Vergara 8. Monica Martinez Galera 9. Maria Valentina Martinez Arlandez 10. Francisco Torrente Soler 11. Ana Maria Del Pino Dominguez 12. Amalio Reyes Arnanz 13. Francisco Rubiales Linares 14. Yadira Maria Mendoza Renteria 15. Cristian Rubiales Prado 16. Jordi Grau Cros 17. Elena Martinez Valera 18. Luis Moreno Sendra 19. Jesus Angel Zazo Andres 20. Montserrat Guell Batet 21. Ainhoa Juncal Salazar Mendoza Suplents: Oscar Fernandez Garrido, Maria Asuncion Ribas Montilla, Leon Banegas Veldelvira                                                                                            |
|                | Partit Popular (PP)                                                                     | Juan Manuel Sanchez Ramirez | Llista 1. Juan Manuel Sanchez Ramirez 2. Cristina Laiz Rodriguez 3. Felix Bello Lopez 4. Maria Jimenez Ramos 5. Jesus Gracia Guell 6. Isabel Saavedra Murillo 7. Manuel Gallardo Galeote 8. Gracia Carmen Albea Miranda 9. Juan Pedro Martinez Bautista 10. Eva Figueras Fuentes 11. Rafael Perea Membrillera 12. Maria Teresa Calvet Sans 13. Felix Benjamin Moralejo Cuadrado 14. Martina Isabel Bello Lopez 15. Isidro Ferre Sarra 16. Juana Capelladas Rosell 17. Lidia Lorente Hernandez 18. Daniel Fernandez Garrido 19. Zuleima Delgado Mateo 20. Pedro Prat Jorda 21. Francesc Caballero Ristol |
|                | Valents Valls (Valents)                                                                 | Daniel Roso Arroyo          | Llista 1. Daniel Roso Arroyo 2. Alejandro López Álvarez 3. Jose Antonio Ramos Cobo 4. Dolores Carrillo Arjona 5. Anaiza Ramirez Marte 6. Xavier Planas Panadell 7. Victor Cando Losada 8. Azuzena Miñarro Velasco 9. Alba Beneyte Rey 10. Pilar Moreno Molina 11. Francisco Lopez Aguilar 12. Juan Diaz Sanchez 13. Isabel Fortes Fortes 14. Jose Francisco Vicente Esteban 15. Ayanne Ferreira Becerra 16. Jose Playa Balletbo 17. Alex Vicente Linares 18. Claudia Georgina Albornoz Rivero 19. Andrea Batista Gallar 20. Rosaida Gabote Parra 21. Francisco Rueda Sanchez Suplents: Arturo Segarra Sales, Diana Isabel Ross Saltos, Miguel Angel Camacho Cuevas, Zakia Azerbane Aattou, Salva Perez Nuñez |
|                | Front Nacional de Catalunya (FNC)                                                       | Alexandra Garrido Canet     | Llista 1. Alexandra Garrido Canet 2. Joan Masdeu Solé 3. Judith Solans Pages 4. Oriol Garcia Guasch 5. Albert Coll Bougrine (Independent) 6. Natàlia Bacardi Tarragona 7. Jose Luis Fernandez-Bravo Pino 8. Abel March Guasch 9. Alba Masot Agne 10. Eduard Albiac Pérez 11. Cristina Lafay Bertran 12. Arnau Segú Rabasó (Independent) 13. Berta Puig Capallera 14. Marc Cros Amigó 15. Montserrat Heras Macia 16. Maria del Mar Adell Herrera 17. Gerard Vives i Muñoz 18. Manuel Fraga Fernandez 19. Jaume Garriga Casas 20. Maria Montserrat Guasch Francesch |